# Генетичка структура популације
Генетичка структура популације представља учесталост  гена (јединки које их садрже) у тој популацији. Да би се утврдила учесталост гена (њихових алела) или њихових комбинација (генотипова)  прате се фенотипске особине јединки које чине неку популацију. 
Особине које се прате и служе за утврђивање генетичке структуре неке популације могу да буду:
- морфолошко-анатомске: облик, величина, боја неког телесног дела;
- физиолошко-биохемијске. различите форме неког протеина, ензима;
- особине у понашању јединки.

У одређивању генетичке структуре хуманих популација неопходно је да се задовоље одређени критеријуми:
- користе се особине одређене једним геном или малим бројем гена, квалитативне особине, као што су:
  - боја очију
  - боја косе
  - наследне болести
  - крвне групе ABO, Rh, MN система и др.
- узорак који се испитује мора да буде довољно велик и да није одабран.

Популација је у равнотежи ако се њена генетичка структура одржава непромењеном из генерације у генерацију.
Генетичку структуру популације одређују:
- фактори који одржавају њену генетичку равнотежу
- фактори који ту равнотежу ремете.

Међусобно дејство ових фактора одређује стабилност популације која није статична већ динамична: 
- када се у популацији учесталост гена не би никада мењала, тј. не би реметила њена равнотежа, не би долазило ни до еволуције.

Фактори који ремете генетичку равнотежу популације су истовремено и фактори еволуције и припадају им:
- мутације
- миграције
- природна селекција
- генетички дрифт